# Karmapa

Vlag van de karmapa

De gyalwa karmapa (vaak karmapa) is het hoofd van de karma kagyü, een van de vier belangrijkste scholen binnen het Tibetaans boeddhisme en tevens de eerste tulku, ofwel een lama die bewust uit mededogen is geïncarneerd om gelovigen te leiden op het pad naar verlichting.

## De eerste karmapa
Düsum Khyenpa (1110 - 1193) was een bijzonder talentvol kind en studeerde van jongs af aan dharma met zijn vader. Rond 1130 ging hij bij Kyabpa Chokyi Senge studeren volgens de kadam-school. Rond 1140 ging hij bij Gampopa studeren volgens de kagyü-school. Men zegt dat hij rond 1160 verlichting bereikte tijdens de beoefening van droomyoga en dat dakini's van hun haren een zwarte kroon voor hem maakten. Hierdoor werd hij beschouwd als karmapa, een verschijningsvorm van Avalokitesvara, die in de Samadhiraja soetra en Lankavatara soetra voorspeld was door de Boeddha. De eerste karmapa deed een voorspelling over de volgende karmapa's en verkondigde dat hij bewust zou reïncarneren.
De bron van de kagyü-linie wordt traditioneel gezien begonnen bij Boeddha Vajradhara, die de linie overdroeg aan de meester Tilopa (989-1069) via Naropa (1016-1100) en Marpa tot Milarepa. Deze voorvaders van de kagyü-linie worden gezamenlijk de gouden rozentuin genoemd.
De tweede karmapa, Karma Pakshi (1204-1283) wordt gezien als de eerste tulku, een lama die bewust reïncarneerde.

## De Zwarte Kroon
De karmapa is de bezitter van de Zwarte Kroon (Tib. 'shwa nag'). Deze kroon werd gemaakt uit de haren van dakini's, maar is onzichtbaar. De fysieke kroon werd gemaakt door de Chinese keizer als geschenk voor zijn bezoek.

## Lijst van karmapa's
1. Düsum Khyenpa (1110 - 1193)
2. Karma Pakshi (1204 - 1283)
3. Rangjung Dorje (1284 - 1339)
4. Rolpey Dorje (1340 - 1383)
5. Deshin Shegpa (1384 - 1415)
6. Thongwa Dönden (1416 - 1453)
7. Chödrag Gyatso (1454 - 1506)
8. Mikyö Dorje (1507 - 1554)
9. Wangchug Dorje (1556 - 1603)
10. Chöying Dorje (1604 - 1674)
11. Yeshe Dorje (1676 - 1702)
12. Changchub Dorje (1703 - 1732)
13. Düdül Dorje (1733 - 1797)
14. Thegchog Dorje (1798 - 1868)
15. Khakyab Dorje (1871 - 1922)
16. Rangjung Rigpey Dorje (1924 - 1981)
17. Trinley Thaye Dorje (1983)